# 게임샷
게임샷(gameshot.net)은 2000년 3월 1일에 오픈한 대한민국의 게임 전문 웹진이자 커뮤니티이다. 2014년 9월 (주)엔터샷이라는 이름으로 사명이 교체되었다.